# San Ignacio, Belize
San Ignacio i Santa Elena su gradovi na zapadu Beliza. San Ignacio je glavni grad okruga Cayo. 

## Povijest
Španjolci su grad prvo nazvali El Cayo. Dana 19. listopada 1904. godine, vlada Britanskog Hondurasa je službeno proglasila El Cayo gradom. 

## Zemljopis
San Ignacio se nalazi otprilike 115 kilometara zapadno od Belize Cityja i 35 kilometara od glavnog grada države, Belmopana.